# Klonówek
Klonówek est une localité polonaise de la gmina de Warta, située dans le powiat de Sieradz en voïvodie de Łódź.